# Mis manos
Mis manos es el segundo álbum de estudio del cantante colombiano Camilo. Fue lanzado el 4 de marzo de 2021 a través de Sony Music Latin.
El álbum se caracteriza por el estilo romántico urbano de Camilo, con una combinación de ritmos entre el urbano y el reguetón, junto a otros como la ranchera, la bachata y la cumbia argentina. Asimismo el 4 de marzo de 2021, el álbum fue presentado junto a su sencillo «Tuyo y mío». De este álbum, se desprenden algunos sencillos como: «Vida de rico», «BEBÉ», «Ropa cara». En este álbum, están incluidas las participaciones de Evaluna Montaner, El Alfa, Mau & Ricky y Los Dos Carnales.

## Lista de canciones
| N.º | Título                                | Duración |  |
| 1.  | «Millones»                            | 3:41     |  |
| 2.  | «Kesi»                                | 2:57     |  |
| 3.  | «Manos de tijera»                     | 4:27     |  |
| 4.  | «Mareado»                             | 3:42     |  |
| 5.  | «Tuyo y mío» (con Los Dos Carnales)   | 3:35     |  |
| 6.  | «Rolex» (con Mau & Ricky)             | 3:18     |  |
| 7.  | «Machu Picchu» (con Evaluna Montaner) | 3:32     |  |
| 8.  | «Ropa cara»                           | 3:24     |  |
| 9.  | «Vida de rico»                        | 3:10     |  |
| 10. | «Bebé» (con El Alfa)                  | 3:13     |  |
| 11. | «5 pa las 12»                         | 3:19     |  |

 Edición Brasil (Bonus Tracks)

|     |                            |          |  |  |  |  |  |  |  |  |
| N.º | Título                     | Duración |  |  |  |  |  |  |  |  |
| 10. | «Bebê» (con Gusttavo Lima) | 3:18     |  |  |  |  |  |  |  |  |
| 11. | «5 pa las 12»              | 3:19     |  |  |  |  |  |  |  |  |
| 12. | «Tutu» (con Pedro Capó)    | 2:46     |  |  |  |  |  |  |  |  |

 Edición Japón (Bonus Tracks)

|     |                                           |          |  |  |  |  |  |  |  |  |
| N.º | Título                                    | Duración |  |  |  |  |  |  |  |  |
| 12. | «Tutu» (con Pedro Capó)                   | 2:59     |  |  |  |  |  |  |  |  |
| 13. | «Por primera vez»                         | 3:04     |  |  |  |  |  |  |  |  |
| 14. | «Favorito»                                | 3:31     |  |  |  |  |  |  |  |  |
| 15. | «Tutu (Remix)» (con Pedro Capó y Shakira) | 2:46     |  |  |  |  |  |  |  |  |
| 16. | «Kesi (Remix)» (con Shawn Mendes)         | 2:59     |  |  |  |  |  |  |  |  |

 Re-edición Limitada Francia (Bonus Track)

|     |                                           |          |  |  |  |  |  |  |  |  |
| N.º | Título                                    | Duración |  |  |  |  |  |  |  |  |
| 12. | «Tutu (Remix)» (con Pedro Capó y Shakira) | 2:46     |  |  |  |  |  |  |  |  |

## Certificaciones
| Región                      | Certificación | Ventas  |
| --------------------------- | ------------- | ------- |
| España (PROMUSICAE)         | Oro           | 20,000  |
| Estados Unidos (RIAA Latin) | Platino       | 60,000  |
| México (AMPROFON)           | Platino       | 140,000 |

## Historial de lanzamientos
| Región  | Fecha                    | Formatos                        | Discográficas     | Ref. |
| ------- | ------------------------ | ------------------------------- | ----------------- | ---- |
| Mundo   | 21 de marzo de 2021      | CD Descarga digital Streaming   | Sony Music Latin  |      |
| Italia  | 23 de marzo de 2021      | CD Descarga digital Streaming   | Sony Music Italy  |      |
| Brasil  | 10 de junio de 2021      | CD Descarga digital Streaming   | Sony Music Brazil |      |
| Japón   | 30 de septiembre de 2021 | CD Descarga digital Streaming   | Sony Music Japan  |      |
| Francia | 1 de octubre de 2021     | Reedición Limitada CD Streaming | Sony Music France |      |